# Роках, Шимон
Шимон Роках (ивр. שמעון רוקח‎, 1863, Иерусалим, Османская империя — 1922, Вена, Австрия) — еврейский общественный деятель и коммерсант, основатель района Неве-Цедек, первого еврейского района Яффы. Брат публициста Элазара Рокаха.
Родился в 1863 году в Иерусалиме в известной хасидской семье из Галиции. Его отец, Иосиф, родился в Галиции и в молодости вместе с семьёй иммигрировал в Палестину. Мать Шимона, Мирьям, была дочерью знаменитого книгопечатника Израиля Бака.
Учился сначала в хедере, а потом в йешиве Эц-Хаим. Когда глава йешивы предложил ему жениться на Рахили Шостаковской из Бреста, Роках сам отправился туда под другим именем, чтобы поближе познакомиться с предложенной невестой. В итоге свадьба состоялась, и молодожёны вернулись в Иерусалим.
Кроме религиозного образования, Роках изучал французский, арабский и немецкий языки.
В 1884 стал компаньоном отца, который взымал для османских властей дорожную пошлину с паломников, направлявшихся в Иерусалим. Позже вместе с братом он основал общество Эзрат-Исраэль («עזרת ישראל»), которое помогало прибывшим в страну евреям-репатриантам и нуждающимся.
В 1886 году компания под руководством Шимона и его брата Элазара Рокаха приобрела у землевладельца-еврея Авраама Шлуша10 дунамов земли. Там был построен первый еврейский район Яффы за городскими стенами — Неве-Цедек. Первые 10 домов были завершены летом 1887 года. Квартал строили по европейской модели, с отдельными домами и сетью перпендикулярных улиц. В Неве-Цедеке поселились многие известные деятели второй алии, район ненадолго превратился в средоточие еврейской культуры.
В 1893 году, с открытием железнодорожной линии Яффа — Иерусалим, бизнес по дорожной пошлине перестал приносить прибыль, и Шимон основал фирму «Ш. Роках и ко.», торговавшую землёй и выращивавщую цитрусовые.
В 1900 году он стал главой первой в стране кооперативной компании по сбыту цитрусовых.
В 1902 году Роках добился от властей разрешения открыть к северу от Неве-Цедека еврейское кладбище, сегодня называющееся кладбище Трумпельдор.
В 1922 году Роках заболел. Он отправился на лечение в Вену, где и скончался в том же году.